# Durio zibethinus

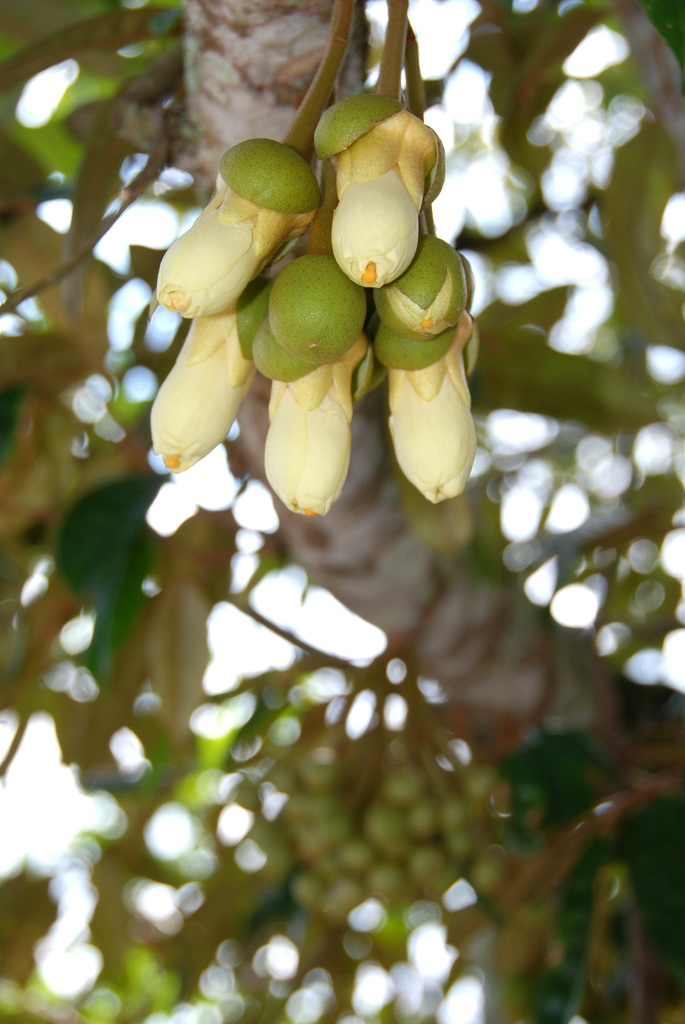
Flores incipientes

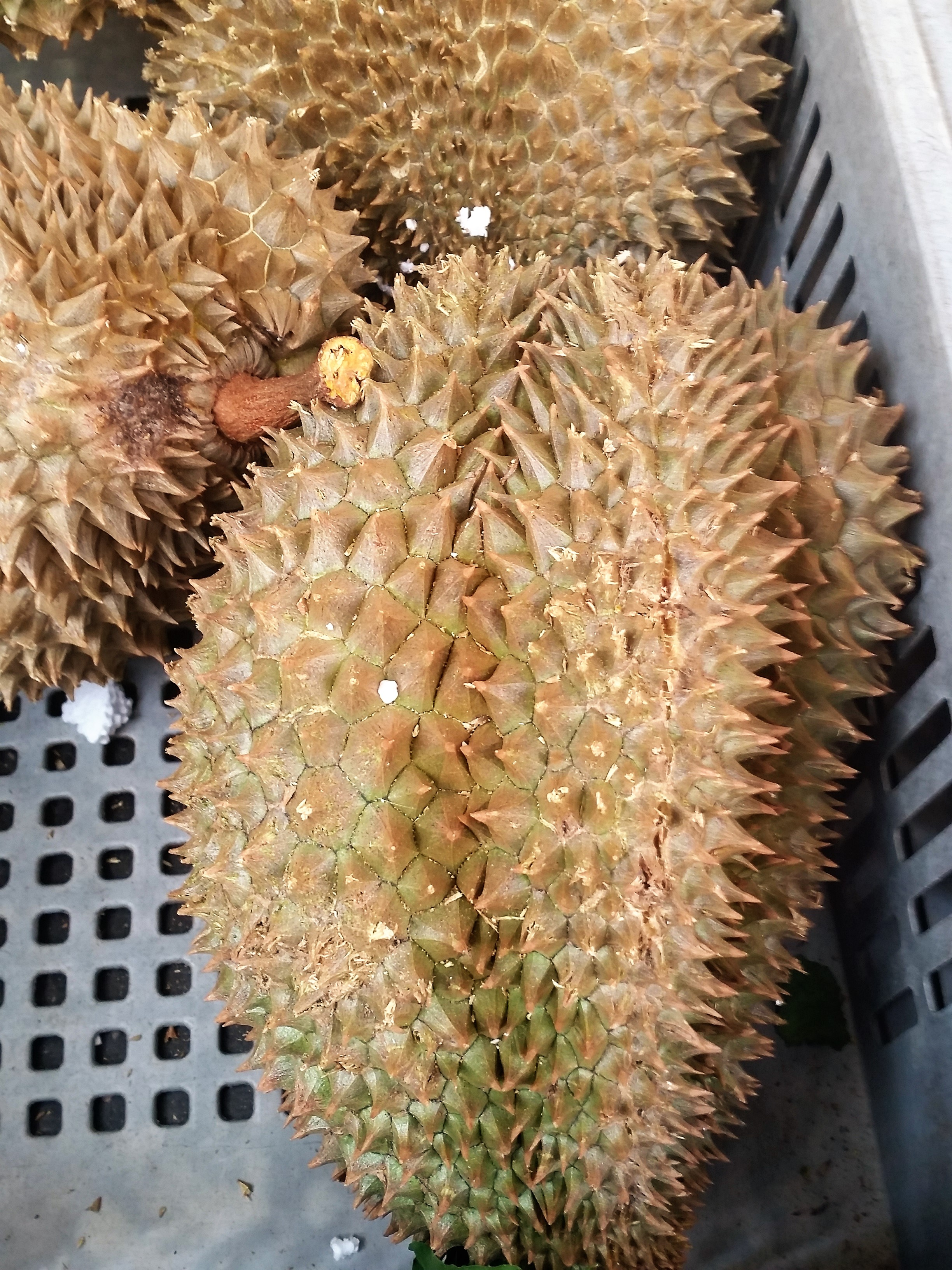
Fruto de durián

Durio zibethinus es una especie de árbol de la familia Malvaceae, el más común del género Durio. Los árboles del género reciben el nombre común de durián o durión, que es también el nombre de su fruto, muy apreciado pero con un olor muy característico. Es originario del sudeste de Asia.

## Descripción
Es un árbol de unos 25 m de alto, originario del sudeste asiático perteneciente a la familia Malvaceae, una enorme familia que incluye al hibiscus, okra y algodón. Su fruto, especialmente apreciado por los nativos, es de varias formas, de cuadrada a redonda, según la especie, con hasta 40 cm de circunferencia. y entre 2 y 3 kg de peso; tiene un caparazón de espinas de color verde o café, su cáscara es entre pálida y roja, siempre según la especie. Tiene un gusto intenso y agradable, una textura cremosa (como el aguacate) y un olor muy fuerte, que puede disgustar a algunas personas; incluso se ha llegado a decir que es la fruta más apestosa del mundo. Sus semillas son comestibles una vez asadas. Machacadas, sirven para preparar tortas.
Ampliamente conocida y reverenciada en el sureste de Asia como el "Rey de las frutas", su nombre proviene de la palabra malaya duri (espina) con el sufijo -an, (usado para crear pronombres), y dando como resultado "fruta espinosa".
Hay 30 especies reconocidas de árboles durián, todas nativas del sureste de Asia y de las cuales al menos 9 producen frutos comestibles.
Durio zibethinus es la única especie disponible en el mercado internacional, las otras se venden localmente.
Normalmente, los nativos para poder transportarla, deben patearla a través de las calles desde los mercados donde se comercializa hasta sus hogares, similar a patear un balón de fútbol.

## Especies
Los árboles de durián son relativamente altos, entre 25 y 50 metros de altura, dependiendo de la especie. Las hojas son perennes, opuestas, elípticas y cuadradas, de 10 a 18 centímetros de largo. Las flores se reproducen en grupos de 3 a 30, en largas ramas y en el tronco, cada flor tiene un cáliz y 5 pétalos, raramente 4 o 6.
Los árboles tienen una o dos floraciones y cosechas de fruta anuales, aunque el tiempo varía dependiendo de la especie, cultivo y localidad. Un árbol de durián típico puede dar fruto a partir de los 4 o 5 años. El fruto que cuelga de cada rama madura alrededor de tres meses después de la polinización. Entre las 30 especies de durián, hasta ahora se han identificado como productoras de frutos comestibles, las siguientes:
- D. dulcis
- D. grandifloras
- D. graveolens
- D. kutejensis
- D. lowianus
- D. macrantha
- D. oxleyanus
- D. testudinarum
- D. zibethinus

Sin embargo, hay muchas otras especies de las cuales su fruto no se ha recolectado y examinado debidamente así que podrían existir otras especies con fruta comestible.

## Usos
Se trata de una especie altamente conocida por el valor alimenticio de sus frutos, caracterizados por su mal olor, similar al de la cebolla podrida: en muchos hoteles del sudeste asiático tienen prohibido su consumo en las habitaciones, dado que el olor se impregna en ellas y tarda horas en retirarse del todo. También está prohibido viajar con él en avión, así como introducirlo en aeropuertos. Sin embargo su sabor es muy apreciado en el sudeste asiático.
La pulpa fruto contiene proteínas, grasas y azúcares. Se consume crudo, aunque forma parte de diversos platos en estado verde, semimaduro y fermentado. En Asia se lo considera afrodisíaco. Sus raíces, cortezas y hojas se emplean en medicina popular. Las semillas se fríen o tuestan en aceite antes de ser consumidas. Se utiliza también para hacer helados.
Está muy comercializado en Tailandia, Indonesia y Malasia.

## Notas

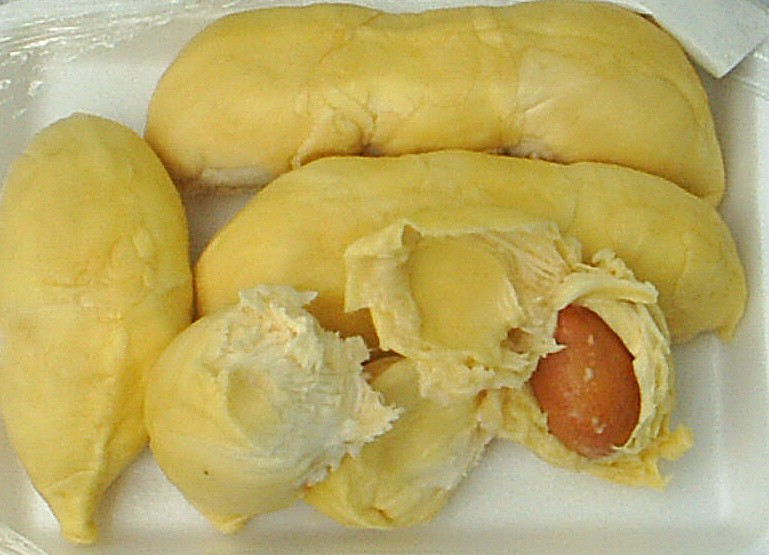
Frutos de durián listos para consumir